# عينا إيمي
عينا إيمي هي رواية خيالية للأطفال كتبها ريتشارد كينيدي، ونشرتها دار هاربر آند رو عام 1985، ورسم ريتشارد إيجيلسكي رسومها التوضيحية.

## القصة
تبدأ القصة في ميتم إيمي حيث تحيي دميتها البحّار دون قصد. وتستمر الأحداث على متن سفينة أصبح فيها البحّار قائدًا، بينما تحوّلت إيمي نفسها إلى دمية. الرواية في جوهرها قصة نضوج ومغامرة بحرية تشمل قراصنة والبحث عن كنز مفقود. تحتوي القصة على عناصر خيالية مثل سفينة تبحر يقودها حيوانات من قصص مذر غوس، لكنها تتناول أيضًا مواضيع أكثر ظلمة مثل الهوس بالنبوءات الدينية وعلم الأعداد.

## الأنطباعات
فاز الكتاب بجائزة اختيار الآباء لكتب الصور في عام 1985، وكان موضوع مراجعة رئيسية في صحيفة نيويورك تايمز. وقد وصفت مراجعة كيركوس الكتاب بأنه مطاردة كنز مليئة بالدلائل الحقيقية والمزيفة والألغاز المشوقة ويُقرأ بسهولة وسلاسة.